# Hình tượng con báo trong văn hóa
Trong các nền văn hóa, hình tượng các loài báo được biết đến qua văn hóa phương Đông, văn hóa phương Tây văn hóa châu Phi, châu Mỹ của người da đỏ. Với sự đa dạng của các loài báo mà văn hóa mô tả chúng khá đa dạng. Cũng giống như hổ, báo thuộc về biểu tượng cho dã thú, đặc biệt là biểu hiện tính uyển chuyển, gọn gàng, giỏi leo trèo, ẩn náu, trong đó báo săn là biểu tượng về tốc độ, báo đốm là biểu tượng cho chiến binh, báo hoa mai để lại dấu ấn văn hóa là con thú đầy ma thuật trong cả nền văn hóa ở châu Phi và châu Á nơi chúng hiện diện.

## Tổng quan
Trong phân loại khoa học thì báo là thuật ngữ chỉ về các loài động vật trong Chi Báo thuộc phân họ Báo và một biến thể là báo đen. Tuy vậy, trong tiếng Việt, báo còn được gọi là beo và người Việt gọi các loài thú dữ dạng mèo cỡ lớn, lớn hơn mèo, linh miêu nhưng nhỏ hơn hổ, sư tử thì đều gọi là báo, chẳng hạn như: Báo săn, báo lửa, Báo sư tử, Báo mây, Beo Borneo, Beo vàng châu Phi, Beo gấm Nam Mỹ, với đặc trưng là cơ thể có những chấm hoặc đốm (để phân biệt với những sọc vằn của hổ và mèo). Điều này thể hiện rõ nét trong văn hóa phương Tây với khái niệm báo hay beo (Pard) là một con vật dã thú thời Trung Cổ với hình dạng là những con mèo có bộ lông lốm đốm, và cực kỳ nhanh (gợi nhớ đến hình ảnh của con báo săn). Chúng được cho là kết hợp với sư tử (Leo) để tạo thành báo hoa mai (leopard).
Trong văn hóa phương Tây, con báo đóng vai trò như là một sinh vật ra khỏi huyền thoại cổ xưa tương tự như một con mèo lớn. Theo niềm tin thời Trung cổ, sau khi ăn uống no nê, con báo sẽ ngủ trong một hang động với tổng số ba ngày. Sau khi giai đoạn này kết thúc, tiếng báo gầm rú và phát ra một mùi thơm ngọt ngào và chu kỳ bắt đầu một lần nữa. Những huy hiệu từ Castle Raglan, xứ Wales, Vương quốc Anh có một mô tả về con báo phi mèo. Trong huy hiệu ở châu Âu, con báo thường được mô tả trong một hình thức với ngọn lửa phát ra từ miệng và tai của mình, đại diện cho mùi ngọt ngào của con báo và thường được hiển thị với những đốm màu đó thường là màu xanh và đỏ. Người Hy Lạp cổ đại tin rằng con báo là một trong những con vật ưa thích của thần Dionysus. Từ con báo trong tiếng Hy Lạp, có thể được hiểu là con thú hoang dã  và sau này, tên gọi khoa học của chi này có nguồn gốc từ tiếng Hy Lạp: πάνθηρ/panther, có nghĩa là săn mọi thứ.

## Các con báo

### Báo hoa mai

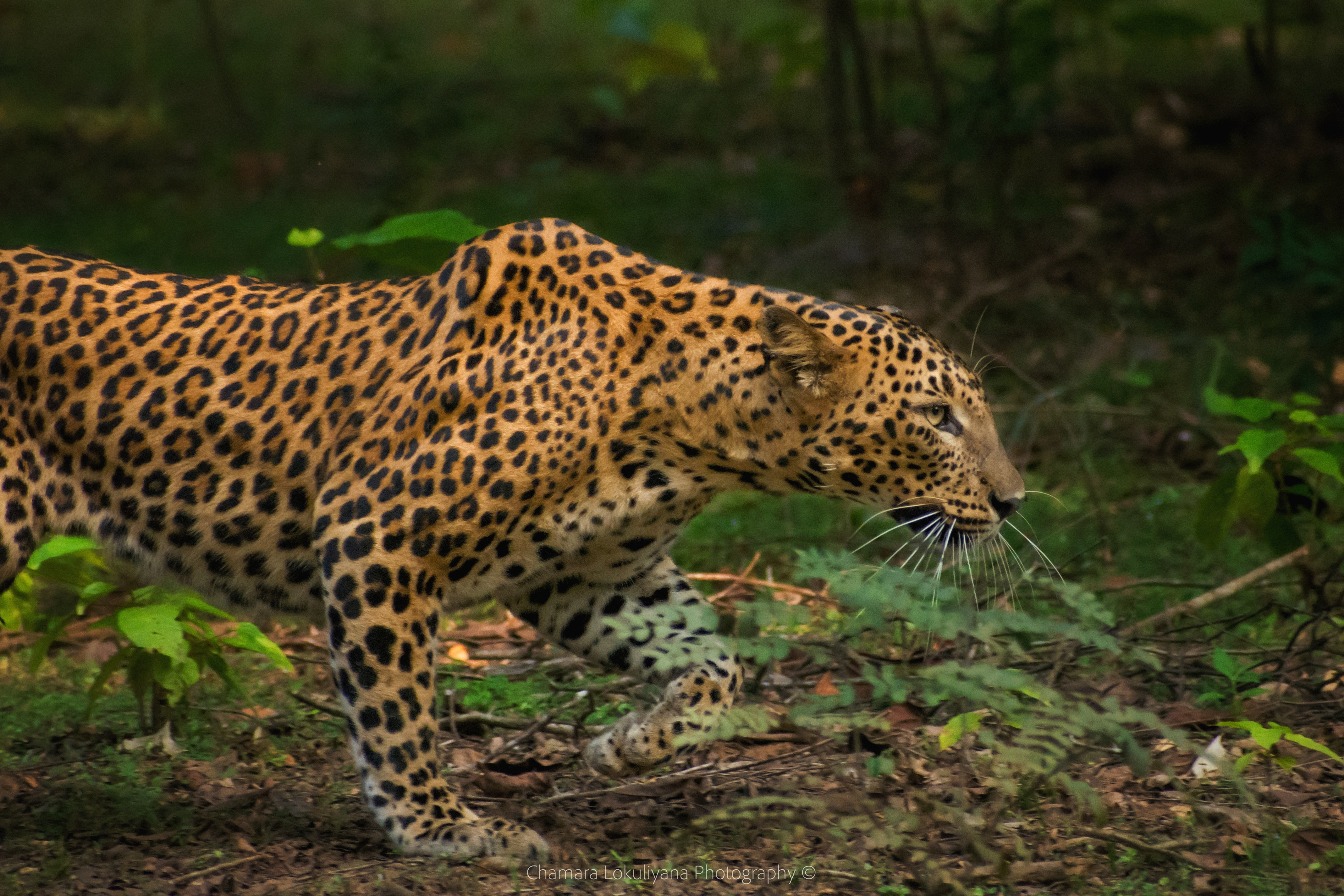
Một con báo hoa mai

Một con báo hoa mai là loài vật mang ý nghĩa tiềm ẩn và kiên nhẫn, ngụ ý cho những người đang ủ mưu để làm việc lớn, nó là loại động vật săn mồi giống như hổ và sư tử, báo hoa mai là một loại mạnh thú chốn sơn lâm, với các văn hóa trên thân báo giống nhau nên được chia thành nhiều loại báo, chúng cũng thuộc những kẻ dẫn đầu trong các loại dã thú chốn rừng sâu. Người dân địa phương ở vùng Tây Ghats gọi một con báo màu xám đen là Pogeyan có nghĩa là "con mèo đến và đi như một làn sương mù".
Thân hình của chúng thon nhỏ, mềm dẻo, tốc độ, rất dữ dằn nên là loại vật nguy hiểm, thậm chí còn dữ hơn cả hổ và còn được gọi là những con Quỷ đốm, loài báo hoa mai được biết như là những kẻ thèm thịt chó và sẵn sàng liều lĩnh mò vào làng, xông vào nhà dân để giết chó nuôi để tha đi đánh chén. Báo hoa mai được điêu khắc trong nhiều biểu tượng, huy hiệu học và mô típ phổ biến là được khắc theo bộ ba, báo hoa mai còn được khắc trên các huy hiệu mô phỏng tương tự với con sư tử, và được khắc họa trên nhiều biểu tượng ở Benin, Malawi, Somalia, Cộng hòa Dân chủ Công Gô và Gabon với hình ảnh một con báo đen.

### Báo đốm
Báo đốm là con vật tối cao trong văn hóa Trung và Nam Mỹ, cư dân vùng Mesoamerica (vùng Trung Mỹ cổ đại), bao gồm Mexico và Trung Mỹ (hiện nay), đều tôn thờ loài báo đốm như một vị thần tối cao. Với cư dân Trung Mỹ cổ đại, báo đốm được thần thánh hóa lên nhiều lần và được tôn sùng như một vị thần tối cao và với câu truyền miệng "không gì có thể thoát khỏi bộ hàm báo đốm". Trong những khu rừng rậm Nam Mỹ có niềm mê tín ở địa phương gọi những con báo trắng là El gato fantasma nghĩa là một con mèo ma hay một con quỷ trắng, nó là bóng ma trong rừng chuyên săn đàn ông, đàn bà, trẻ em và ăn thịt họ. Trong tiếng Anh, từ jaguar (báo đốm) có nguồn gốc từ tiếng Tupi-Guarani ở Nam Mỹ, jaguara có nghĩa là "con thú có thể giết chết con mồi chỉ bằng một cú nhảy". Jaguar cũng là tước hiệu của hoàng tử hay công chúa hay của vua đang cai trị của người Maya chẳng hạn như của bộ tộc Lenca. 

### Báo lửa
Ở một số khu vực của Thái Lan báo lửa được gọi là seua fai ("hổ lửa"). Theo truyền thuyết của khu vực này thì việc đốt lông của báo lửa sẽ làm cho hổ phải tránh xa hay ăn thịt báo lửa cũng có hiệu ứng tương tự. Tộc người Karen còn tin rằng chỉ cần mang theo người một sợi lông báo lửa cũng đủ để dọa hổ. Rất nhiều người bản địa tin rằng báo lửa rất hung tợn, nhưng trong điều kiện giam cầm thì người ta thấy chúng rất lặng lẽ và dễ điều khiển.

### Báo tuyết
Báo tuyết có ý nghĩa biểu tượng đối với các dân tộc Turk ở Trung Á, nơi con vật được gọi là irbis hoặc bar, vì vậy nó được sử dụng rộng rãi trong huy hiệu học và như một biểu tượng. Báo tuyết là biểu tượng quốc gia của người Tatar và người Kazakh (Ka dắc), và báo tuyết có cánh được tìm thấy trên huy hiệu của Tatarstan (tiếng Nga: Республика Татарстан hay Татария, tiếng Tatar: Татарстан Республикасы/Tatarstan Respublikası). Huân chương báo tuyết được tặng cho những nhà leo núi Xô viết nào đã từng leo tới đỉnh của tất cả năm đỉnh cao trên 7000 m của Liên Xô cũ. Chúng từ lâu cũng đã được người Tatar, người Kazakh và người Bulgar sử dụng như một biểu tượng chính trị, Aq Bars (Báo trắng).

Biểu tượng thành phố Almaty, Kazakhstan
Quốc huy Tatarstan
Con dấu của Samarkand, Uzbekistan
Quốc huy cũ của Nur-Sultan, Kazakhstan
Biểu tượng của thủ đô Bishkek, Kyrgyzstan
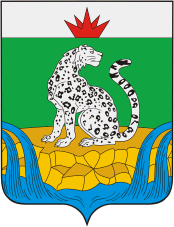
Quốc huy của huyện Shushensky, Krasnoyarsk Krai
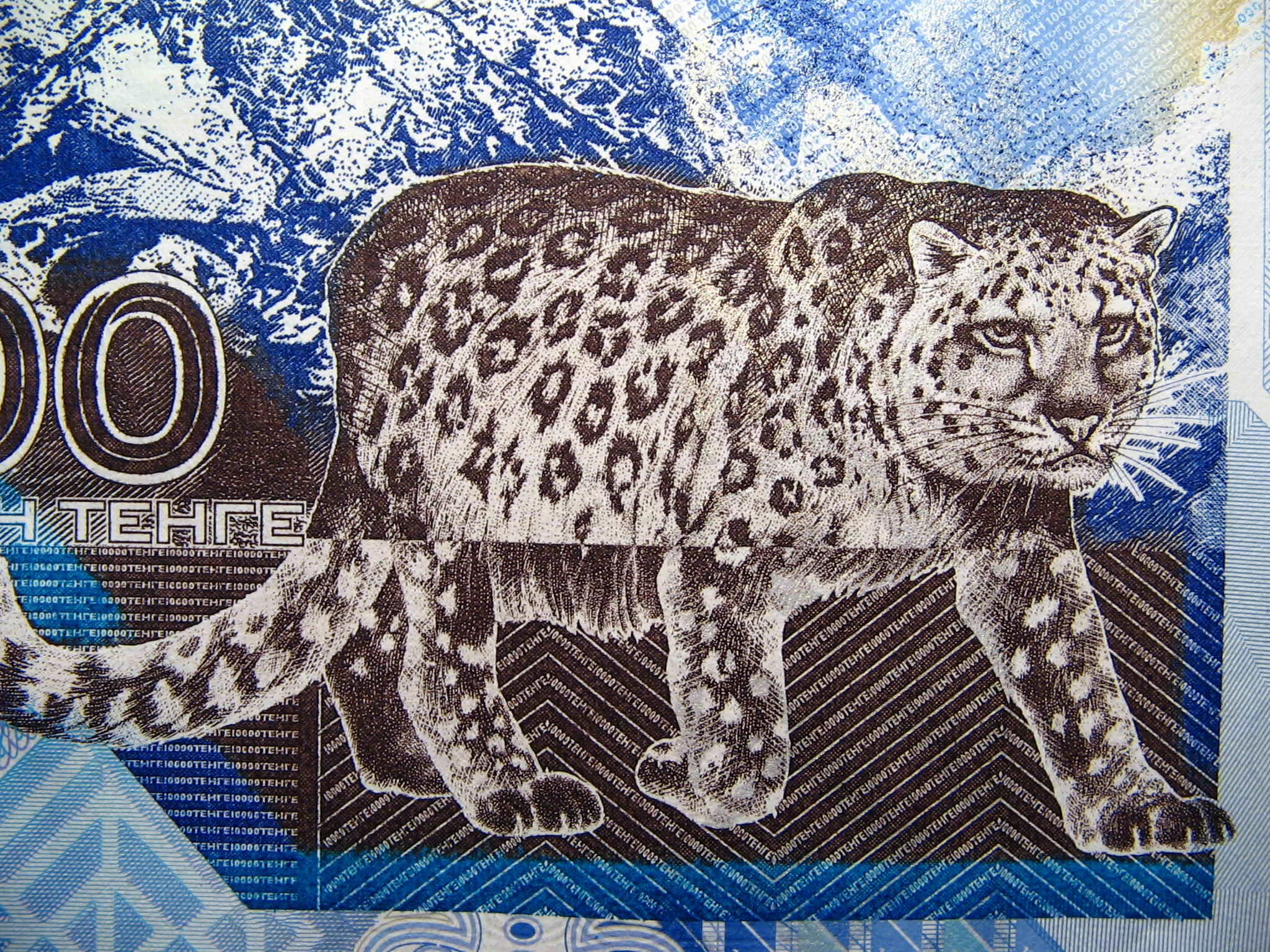
Báo tuyết xuất hiện ở mặt sau tờ tiền cũ mệnh giá 10,000 Tenge Kazakhstan

## Báo săn
Có nhiều tên gọi bằng tiếng Việt chỉ về loại báo săn (Acinonyx jubatus), ngoài tên gọi báo săn còn có tên gọi là báo bờm
hay Báo đốm châu Phi hay trong tiếng Nga gọi là báo Gepard và được đọc sang tiếng Việt như là báo Ghê-pa hay Ghêpa. Trong tiếng Anh loài báo này được biết đến với cái tên thông dụng báo Cheetah, tiếng Swahili gọi báo săn là Dumma, một số tài liệu còn nhầm lẫn tên gọi của loài báo này với báo đốm, báo hoa, báo gấm… Báo săn châu Á trong Tiếng Hin-di là चीता CITA, xuất phát từ tiếng Phạn: chitraka có nghĩa là "lốm đốm", còn được gọi là Báo săn Iran. Trong thời kỳ Ấn Độ là thuộc địa của Anh thì loài báo này là nổi tiếng bằng tên Báo săn bắn (Hunting Leopard)  một tên có nguồn gốc từ những con báo đã được giữ trong điều kiện nuôi nhốt với số lượng lớn của hoàng gia Ấn Độ để săn linh dương hoang dã (Trong một số ngôn ngữ tất cả các loài Acinonyx jubatus vẫn được gọi là chính xác là báo săn, ví dụ như tiếng Hà Lan: Jachtluipaard, tiếng Việt: Báo săn).

### Tronglịch sử

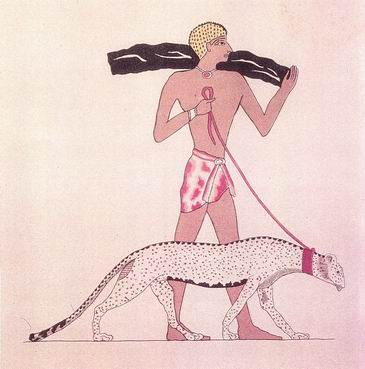
Tranh vẽ mô tả cảnh thuần hóa báo săn của người Ai Cập Cổ đại

Từ xa xưa, vào thời Ai Cập cổ đại, người ta thường giữ và nuôi loài báo săn giống như vật nuôi và cũng thuần hóa và huấn luyện cho nó để săn bắn, chính vì lẽ đó mà loài báo này trong một số ngôn ngữ được gọi bằng cái tên là báo săn tức báo săn bắn. Báo săn tuy là loài dã thú thuộc mèo lớn nhưng tính tình lại khá hiền và không hung dữ như đồng loại (Tuy nhiên loài này không được thuần hóa). Đây là loài báo trong những con mèo lớn duy nhất có thể được thuần hóa và huấn luyện để săn linh dương. Báo săn sẽ được đưa đến các khu vực săn bắn trong xe hoặc bằng ngựa, nó bị đội mũ trùm đầu màu đỏ và bịt mắt, và giữ bằng dây xích chó. Khi đến gần con mồi người ta sẽ tháo xiềng xích và mũ trùm để nó rượt theo con mồi.
Truyền thống này đã được người Ba Tư cổ đại tiếp thu và mang đến cho Ấn Độ, nơi mà việc săn bắn bằng báo săn được tiếp tục bởi các hoàng tử Ấn Độ vào thế kỷ XX. Một số vị Hoàng tử và vị vua giữ chúng như là vật nuôi, bao gồm cả Thành Cát Tư Hãn và Charlemagne Đại đế những người đã nuôi nhốt báo săn trong cung điện của họ. Akbar Đại đế người cai trị của đế quốc Mughal (1556-1605) đã sở hữu đến 1.000 con báo săn để phục vụ cho các cuộc săn bắn của mình. Gần đây như những năm 1930, Hoàng đế của Ethiopia, Haile Selassie, cũng thường chụp ảnh chung với một con báo bằng một dây xích.

### Tronghội họa
Báo săn được thể hiện nhiều qua các tác phẩm hội họa, nhiều tác phẩm hội họa của các họa sĩ thời kỳ Phục Hưng có mô tả hình ảnh về con báo săn, cụ thể như trong họa phẩm Bacchus và Ariadne của họa sĩ Titian thực hiện vào 1523, báo săn đã được khắc họa với hình ảnh là vật kéo xe ngựa của các vị thần (phản ánh một thực tế là việc báo săn được sử dụng cho mục đích săn bắn động vật trong thời kỳ Phục hưng ở Ý). Báo săn thường gắn liền với hình ảnh của thần Dionysus mà người La Mã gọi là Bacchus.  Trong họa phẩm Cheetah with Two Indian Attendants and a Stag của Họa sĩ George Stubbs (1764-1765) cũng cho thấy báo săn được khắc họa như là một con thú săn bắn và kỷ niệm món quà là một con báo săn được tặng cho Vua George III của Thống đốc Anh Madras, Sir George Pigot.

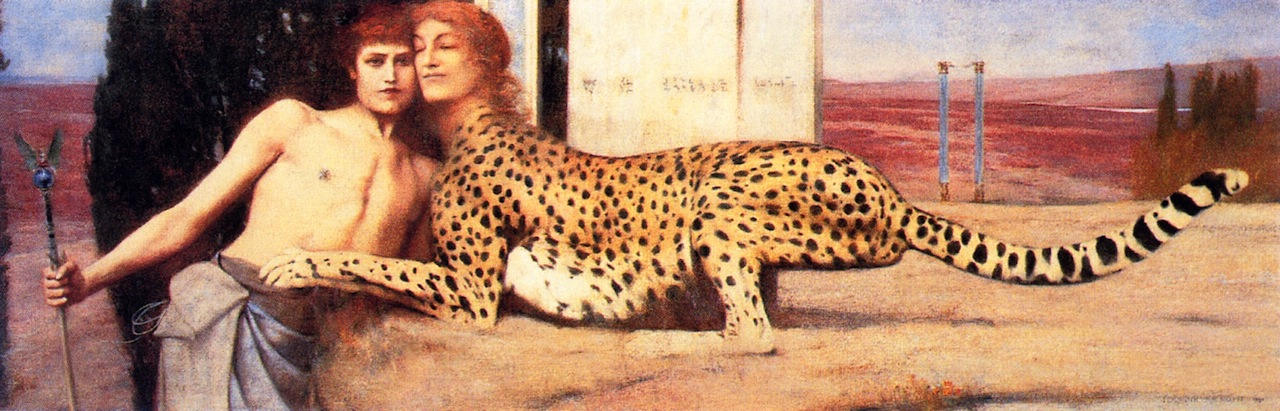
Họa phẩm Sự mơn trớn của Fernand Khnopff

Trong họa phẩm The Caress (tạm dịch: Sự mơn trớn) của họa sĩ Bỉ Fernand Khnopff (1858-1921) vẽ vào năm 1896 vẽ theo trường pháp trừu tượng đã khắc họa một đại diện của huyền thoại Oedipus và tượng Nhân sư được miêu tả là một sinh vật với cái đầu của một người phụ nữ và một cơ thể con báo săn (thường được xác định nhầm báo hoa mai nhưng đây thực chất là con báo săn). Họa phẩm: Yambo bạn bè của chúng tôi của André Mercier (thực hiện năm 1961) là một tiểu sử ly kỳ về một con báo săn được nhận nuôi bởi một cặp vợ chồng người Pháp và đưa đến sống ở Paris. Nó được xem như câu trả lời cho tác phẩm Born Free (1960), mà tác giả  Joy Adamson đã viết sản xuất về một cuốn tiểu sử của riêng mình có tên là Nhân sư đốm (1969).

### Trong đại chúng
Một số các tác phẩm cũng đề cập đến báo săn, cụ thể như trong tác phẩm Hussein, Một trò giải trí là một cuốn tiểu thuyết của Patrick O'Brian được viết ở Ấn Độ trong giai đoạn thuộc địa của Anh, minh họa một cách thực tế về việc những thành viên Hoàng gia Ấn Độ nuôi dưỡng và đào tạo báo săn để săn những con linh dương. Cuốn sách How It Was with Dooms kể về câu chuyện có thật của một gia đình nuôi một con báo săn mồ côi tên là Duma (từ tiếng Swahili gọi báo săn là Dumma) ở Kenya. Những bộ phim như Cheetah (1989) và Duma (2005) đều dựa trên cuốn sách này. Trong tác phẩm Harold và Kumar Go to White Castle có đề cập đến một âm mưu liên quan đến việc một con báo săn đã trốn thoát, sau đó hút cần sa và đi chung xe với các nhân vật trong câu chuyện.
Trong chương trình hoạt hình CGI Beast Wars: Transformers, Cheetor, một trong những nhân vật chính có hình dạng quái thú và nét tương đồng của con báo săn. Điều này cũng đã được hiện thực bằng hình thức thú hóa của Cheetor Hasbro. Cheeda Nick trong Tokumei Sentai Go-Busters.Cheeda Nick (チダ・ニック Chida Nikku) là Buddyloid của Hiromu có dạng robot hình người kiểu báo Cheetah. Nick có thể biến hình thành Hình thức Bike (バイク形態 Baiku Keitai) và là phương tiên di chuyển của Hiromu. Dù Nick là một siêu robot, cậu ta không thể tự định hướng và thường đi lạc đường. Cheeda Nick được lồng tiếng bởi Fujiwara Keiji (藤原 啓治 Fujiwara Keiji).
Năm 1986, hãng Frito-Lay đã giới thiệu một con báo săn theo thuyết hình người, trong đó Chester Cheetah là linh vật cho hãng Cheetos. Phiên bản đầu tiên của hãng Apple Mac OS X có tên mã là "Cheetah", trong đó thiết lập mô hình cho các phiên bản tiếp theo được đặt theo tên của những con mèo lớn. Trong tác phẩm: Visionaries: Knights of the Magical Light nhân vật Witterquick như vật tổ của một con báo săn và có thể biến hình. Trong Game Afrika trên nền PlayStation 3 Có tiêu đề đầu tiên "Săn bắn ở 60 mph", có đồ họa và mô tả cảnh con báo săn đang săn một con linh dương.

### Ởtruyện tranh

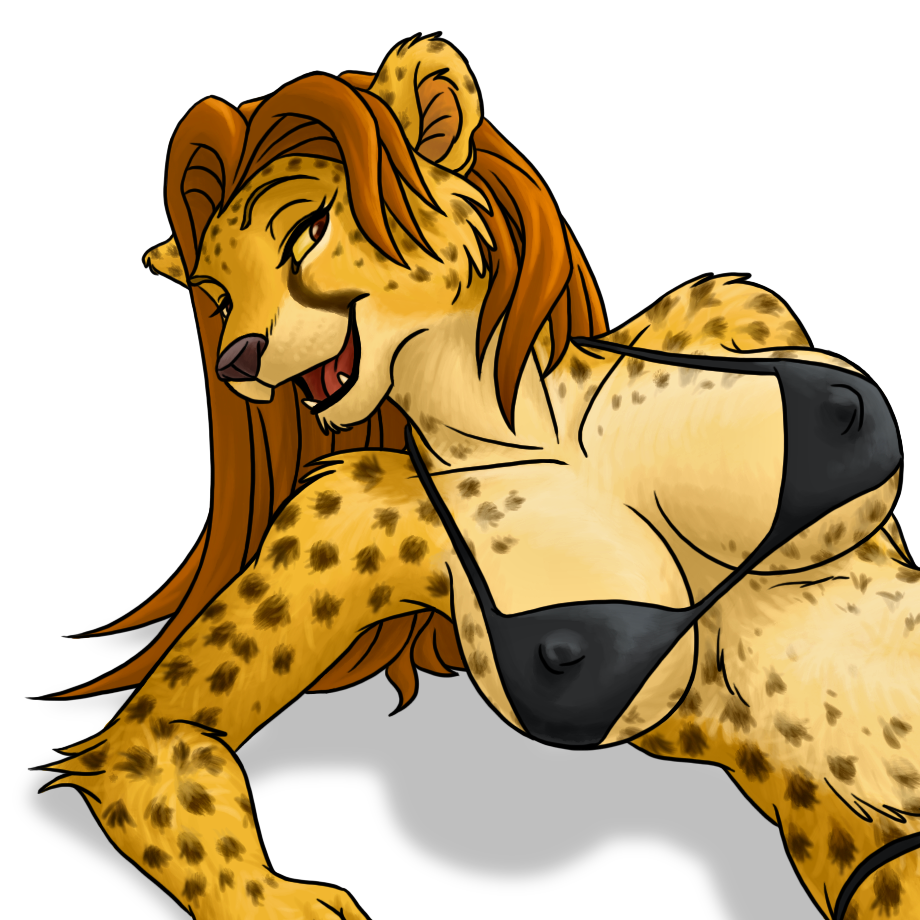
Một con báo săn cái được nhân hóa trong anime (thu nhỏ)

Báo săn cũng là nhân vật được thể hiện trong các hình thức truyện tranh Phương Đông (Anime) và Truyện tranh Phương Tây (Comic), đặc biệt là truyện tranh phương Tây. Các nhân vật được thiết kế trên nền tảng con báo săn thường là người có dạng mèo mang tính thuyết hình người (anthropomorphism) và những người mèo châu Âu chủ yếu là phụ nữ và họ thường mang những đặc tính về ngoại hình và tính cách giống như các miêu nhĩ. Họ thường được thể hiện một cách hiện thực hơn và xuất hiện trong các tác phẩm kinh dị. Các nhân vật nữ trong lốt báo săn thường là những người dạng mèo (miêu nhân, miêu nhĩ, người mèo) hay còn gọi là Cat-girl, Cat-woman, She-cat. Những nữ nhân vật nổi tiếng có thể kể đến là: Priscilla Rick, Deborah Domaine, Barbara Ann Minerva trong các ấn phẩm của DC Comics và Cheetara trong loạt phim hoạt hình ThunderCats.
Trong bộ truyện tranh nổi tiếng có tên Wonder Woman thì kẻ thù chính của các siêu anh hùng  là tiến sĩ Barbara Ann Minerva, bí danh Con Báo săn. Trong bộ truyện này, có một loạt nhân vật mang lốt báo săn Cheetah xuất hiện trong ấn phẩm DC Comics và phương tiện truyền thông liên quan. Phổ biến nhất là các nhân vật được coi là kẻ thù của Wonder Woman, Cheetah đầu tiên xuất hiện vào năm 1943 trong Wonder Woman phần 6 (tập 1)  được vẽ bởi William Moulton Marston. Kể từ đó, nhân vật này đã trải qua nhiều cập nhật liên tục như việc truyện tranh này đã phát triển và thay đổi. Đã có bốn loài báo săn khác nhau kể từ khi ra mắt của nhân vật bao gồm: Priscilla Rick (Báo săn Kỷ nguyên Vàng), Deborah Domaine (Báo săn Kỷ nguyên Bạc), Tiến sĩ Barbara Ann Minerva (thời hiện đại và đương tại) và Sebastian Ballesteros.
Năm 2009, những con báo Cheetah đã được xếp hạng 69 trong tổng số những nhân vật vĩ đại nhất  Comic Book Villain của mọi thời đại. Đối với các mẫu hình Cheetah thì có hai phụ nữ mặc trang phục mèo chiến đấu trong Wonder Woman là Priscilla Rich và cô cháu gái Deborah Domaine. Trong những hóa thân hiện đại của Cheetah ở các phiên bản sau thì nhân vật có quyền lực siêu nhân còn Rich và Domaine thì không. Có hai Loài báo săn sau Thời kỳ khủng hoảng là Barbara Minerva và Sebastian Ballesteros trong đó, Minerva nổi bật hơn. Trong khi những báo săn trước chỉ đơn giản là phụ nữ trong trang phục của loài báo thì hai con báo sau này đã có sức mạnh siêu nhiên như một vị thần, những con báo sau này đã có sức mạnh, sự nhanh nhẹn, và những vũ khí chết người để làm cho họ đủ mạnh có thể thách thức đối thủ Wonder Woman và những anh hùng mạnh mẽ khác trong các trận chiến.
Nhân vật Priscilla Rick xuất hiện trong Wonder Woman phần 6, và là sự xuất hiện đầu tiên của Cheetah qua nét vẽ của Harry G. Peter. Đây là người phụ nữ đầu tiên trở thành Cheetah. Sau khi bị khuất phục bởi Wonder Woman và cô này không giết cô, Priscilla tĩnh tâm và sụp đổ trước gương trang điểm của cô khi cô nhìn thấy một hình ảnh của một người phụ nữ ăn mặc như một con báo. Priscilla Rick chết trong tức tưởi và uất hận nhưng dòng Cheetah sống sót và tiếp tục đe dọa Wonder Woman trong câu chuyện tiếp theo.
Cô cháu gái Deborah Domaine Priscilla đã đến lúc xuất hiện như một Cheetah thứ hai, với Kobra và được thể hiện qua nét vẽ của Jose Delbo. Deborah Debbie Domaine được giới thiệu là cháu gái của Priscilla Rick. Là một cô gái trẻ đẹp nhưng Debbie cảm thấy hối hận vì việc giáo dục và giàu có của mình, cô quyết định trở thành một nhà hoạt động sinh thái, do nhiều điểm tương đồng, cô thân với Wonder Woman và làm bạn với cô ấy. Sau đó, trong cùng ngày, Debbie được gọi đến dinh thự của cô dì Priscilla và tìm thấy xác cô ở đó, giống như qua đời vì bệnh tật. Sau khi Priscilla chết, HTX Kobra bắt Deborah và đưa cho cô ấy và bộ trang phục Cheetah rồi đến trụ sở của Kobra. Kobra tra tấn và tẩy não Debbie và bắt cô mặc trang phục Cheetah. Bộ đồ ban đầu của một miêu nhĩ với móng vuốt và giày cao gót. Debbie có cổ chữ V. Debbie có một số mâu thuẫn với Wonder Woman và cũng là một thành viên của Hội Bí mật của siêu phản diện trong một cuộc xung đột với cả Biệt đội Công lý (Justice League) của Mỹ và Hiệp hội Tư pháp Mỹ, trước khi vai trò của mình như là Cheetah.
Nhân vật Barbara Minerva là một thành viên trong dòng Cheetah qua nét vẽ của George Pérez. Cô là nhà khảo cổ học người Anh được gọi là Tiến sĩ Barbara Ann Minerva. Sinh ra đã là người thừa kế của một gia tài lớn trong các điền trang ở Nottinghamshire. Là mẫu người đầy tham vọng, ích kỷ và bị mắc chứng rối loạn thần kinh nghiêm trọng, Barbara có một niềm đam mê khảo cổ học mà cuối cùng dẫn cô để tìm ra một bộ lạc ở châu Phi những người tôn thờ một nữ thần giám hộ với quyền năng của một con báo. Với sự trợ giúp của các linh mục Chuma, người coi sóc cây cổ thần Urtzkartaga cho biết rằng cô sẽ đạt được sự bất tử khi uống máu của người và các quả lá của Urtzkartaga. Barbara đã dùng thủ đoạn để thực hiện điều này nhưng không được như ý vì yêu cầu của loại phép này là người thực hiện phải là một trinh nữ nhưng Minerva thì đã mất trinh. Do đó cô bị biến đổi mình và đã bị lời nguyền nhưng một phần may mắn khi cô trải qua cơn đau dữ dội và tàn tật về thể chất, trong khi trong hình dạng con người và khát máu, hưng phấn trong khi trong lốt của một con mèo.

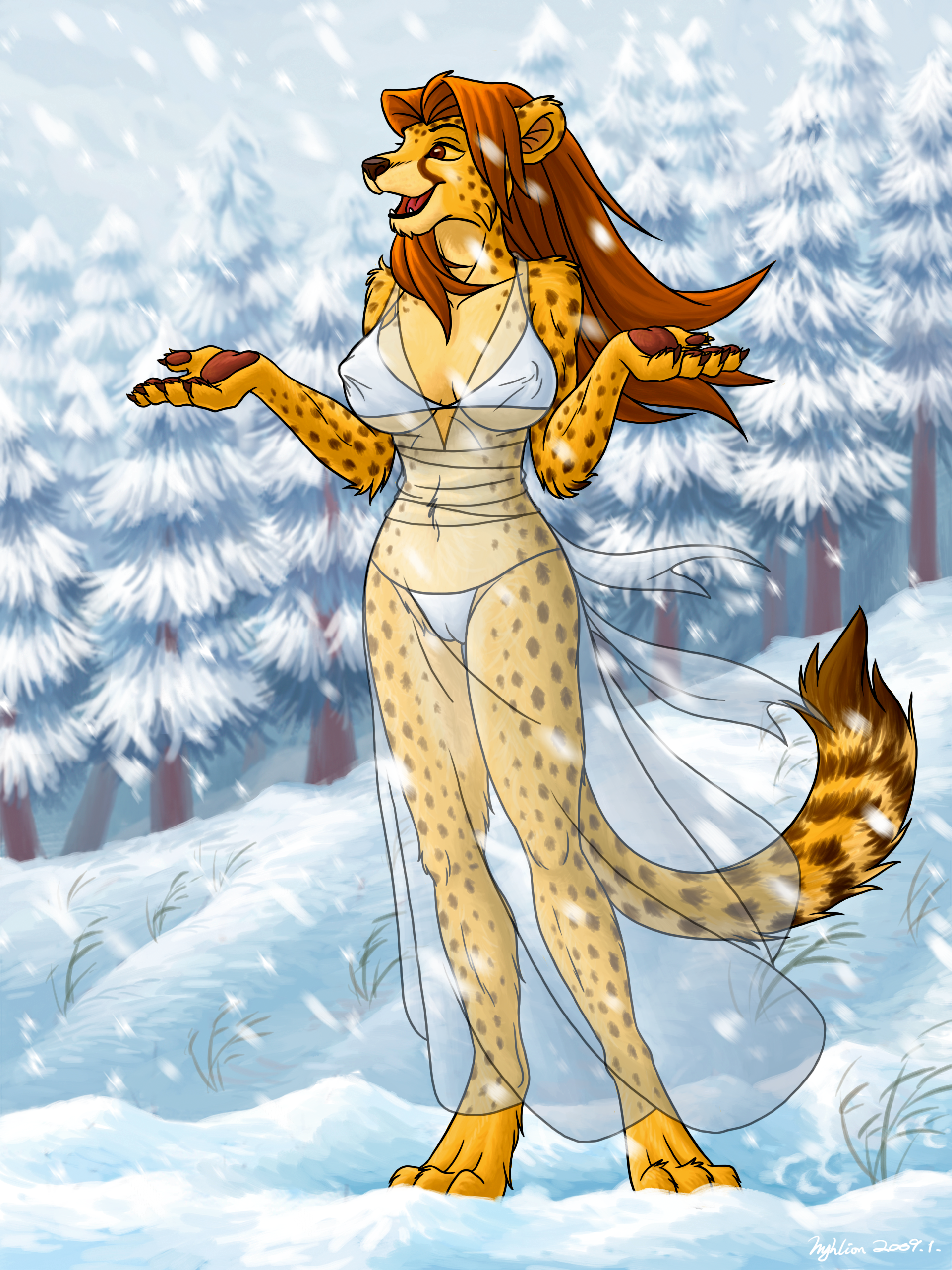
Đồ họa về con báo săn được nhân hóa trong anime

Cheetara là nữ nhân vật được thiết kế trong bộ phim Thundercat (lồng tiếng bởi Lynne Lipton, Emmanuelle Chriqui và Grey Delisle) là một nữ chiến binh được thiết kế dựa trên hình tượng con báo săn (cheetah). Cheetara được đổi tên thành Chitara trong phiên bản tiếng Tây Ban Nha, Geparda trong phiên bản tiếng Đức, Félibelle trong phiên bản tiếng Pháp. Trong loạt phim khoa học viễn tưởng Doctor Who, có một giáo phái tên là Sisters of Plenitude mang nhiều đặc điểm khá giống với nhân vật Cheetara trong Thundercats, nhưng mang đặc tính "mèo" nhiều hơn là người.
Cheetara là người phụ nữ trưởng thành duy nhất trong ThunderCat cho đến khi sự xuất hiện của Pumyra sau này. Cô ấy là một người phụ nữ đáng yêu nhưng cũng rất dũng cảm và chu đáo. Cô đặc biệt có một giác quan thứ sáu và có thể phát hiện khi có một cái gì đó cảm giác như không an toàn hoặc nếu các thế lực hắc ám đớn gần. Điều này có ý nghĩa mà Cheetara đã coi là một lời nguyền đối với mình vì bù lại khi thực hiện năng lực này xong thì cô rất yếu, cô có thể yêu cầu ngày để lấy lại sức mạnh của mình. Cô ấy có tốc độ đáng kinh ngạc và đạt tốc độ 120 mph khi chạy bộ buổi sáng nhưng cô ấy có thể duy trì tốc độ này chỉ trong thời gian ngắn, cùng với nó, cô ấy rất nhanh nhẹn trong chiến đấu. Vũ khí cô lựa chọn của cô là một cái gây có thể phóng to hoặc thu nhỏ đến độ dài cảm biến (giống như cây thiết bổng của Tôn Ngộ Không). Khi không sử dụng, nó được gắn vào băng trái của cô, điều này làm liên tưởng đến hình ảnh nhân vật Tôn Ngộ Không trong Tây Du Ký. Trong truyện tranh này, ngoài việc là nhân vật đẹp nhất của Thundercats, Cheetara lại có khả năng bơi tốt nhất trong số những anh hùng. Cheetara trải qua nhiều mối quan hệ tình cảm bắt đầu với anh chàng Panthro và kết thúc với Mãnh Hổ Tygra là người cô mới thực sự yêu và rung động lần đầu tiên. Cuối cùng, cô và Tygra có với nhau hai đứa con.
Trong bộ phim 2011, Cheetara là một trong những chiến binh giáo sĩ cuối cùng còn sót lại. Khi ban đầu cô đã cố gắng để gia nhập Dòng của giáo sĩ lúc còn là một đứa trẻ, cô đã bị từ chối lần đầu bởi Jaga, bởi vì mặc dù cô đã có tốc độ sở hữu nhưng khuyết điểm của cô thiếu kiên nhẫn. Mặc dù bị từ chối, Cheetara quyết định cho Jaga biết rằng cô có thừa sự kiên nhẫn cần thiết để trở thành một giáo sĩ, và bắt đầu chờ đợi trước cửa ra vào của Dòng. Trong khi chờ đợi mỏi mòn, cô đã nhận được một bông hoa của Tygra, nó đã giúp Cheetara trở nên tự tin vào chính mình, cho đến khi Jaga cuối cùng phải cho phép cô tham gia vào các giáo sĩ. Do hậu quả của sự sụp đổ của Thundera, Cheetara là có thể các thành viên còn sống sót duy nhất của Dòng, khác hơn Jaga là người sống trên trong hình thức tinh thần (ý niệm). Cheetara ban đầu phục vụ như là cố vấn cho Lion-O, kể từ khi cô không bao giờ xa lánh anh ta quan tâm của mình và dường như hỗ trợ với các chủng tộc khác. Cả hai anh chàng là Tygra và Lion-O đã phải lòng cô, nhưng cuối cùng cô đã chọn Tygra, do lòng tốt Tygra đã chỉ cho cô khi họ còn trẻ. Sau đó Cheetara từ bỏ nhiệm vụ Giáo sĩ của mình từ và gia nhập vào liên minh mới.
Một Anime Nhật Bản có tên là Damekko Dōbutsu có một nhân vật là cô báo săn vụng về nhưng tốt bụng mang tên Chiiko, nhân vật này được cách điệu bằng việc những vết đốm trên cơ thể là hình trái tim màu đen. Chiiko (Lồng tiếng: Sayaka Narita) là một cô bé có hình dạng con báo săn vụng về và làm nhân vật Uruno phải lòng. Cô hay lảng tránh những thất bại, hay xấu hổ bỏ chạy, cô không có kỹ năng săn bắn, nhưng rất thân thiện và cũng được nhiều người yêu mến. Cô cũng là một thành viên của Câu lạc bộ những cô gái họ mèo, cùng với mèo rừng Kuron, Rinku, và Piyu. Cô được phân công để thưởng thức nấu ăn, nhưng do vụng về nên hay nấu ăn thất bại và làm cô luôn cảm thấy đau khổ.

### Tênvũ khí

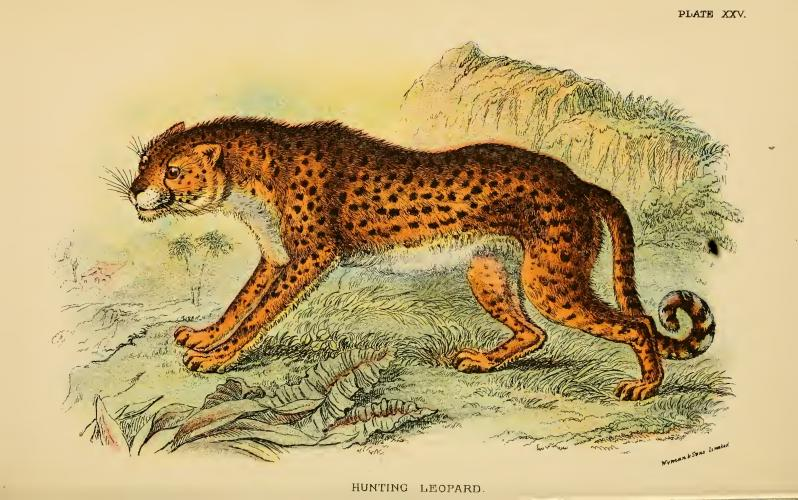
Báo săn được đặt tên cho nhiều loại vũ khí

Báo săn được dùng để đặt tên cho rất nhiều loại vũ khí, cụ thể là nhiều loại súng trường được đặt tên cho loài báo này với tên tiếng Anh là Cheetah hay Gepard, đặc biệt là các loại súng ngắn bán tự động, gồm: 
- Beretta 81B Cheetah
- Beretta 81FS Cheetah
- Beretta 82
- Beretta 82B Cheetah
- Beretta 83 Cheetah
- Beretta 83F Cheetah
- Beretta 83FS Cheetah
- Beretta 84
- Beretta 84 Cheetah
- Beretta 84B Cheetah
- Beretta 84BB Cheetah
- Beretta 84F Cheetah
- Beretta 84FS Cheetah
- Beretta 85
- Beretta 85 Cheetah
- Beretta 85B Cheetah
- Beretta 85BB Cheetah
- Beretta 85F Cheetah
- Beretta 85FS Cheetah
- Beretta 86
- Beretta 86 Cheetah
- Beretta 86FS Cheetah
- Beretta 87
- Beretta 87 Cheetah
- Beretta 87LB Cheetah
- Beretta 87BB Cheetah
- Beretta 87BB/LB Cheetah

Ngoài ra còn có loại Súng bắn tỉa công phá Gepard rất có uy lực cho Hungary chế tạo và lấy tên báo săn. Về máy bay có Atlas Cheetah là một loại máy bay tiêm kích phục vụ trong Không quân Nam Phi (SAAF) từ năm 1986 đến năm 2008. Đầu tiên đây nó được chế tạo như một bản nâng cấp toàn bộ của Dassault Mirage III do hãng Atlas Aircraft Corporation (sau này là Denel) của Nam Phi (thành lập 1965) thực hiện. 3 biến thể khác nhau cũng đã được chế tạo, Cheetah D hai chỗ, và Cheetah E, Cheetah C một chỗ. Cheetah E nghỉ hưu vào năm 1992 và SAAF vẫn giữ 28 chiếc Cheetah C và Cheetah D phục vụ đến năm 2008, khi SAAF đưa 26 chiếc JAS 39 Gripens (17C/9D) vào thay thế.
Về tàu ngầm có Lớp tàu tấn công nhanh Gepard và các loại tàu chiến trong Lớp tàu hộ vệ Gepard, Người Nga đã đề xuất 5 biến thể cho xuất khẩu. Hải quân Nhân dân Việt Nam đã đặt hàng hai tàu chiến lớp Gepard 3.9 và chúng đã được bàn giao vào năm 2011 các loại như Gepard 1, 2, 3, 4, 5. Trong trang bị ở xe tăng, có thiết bị phòng không tự hành Gepard để hỗ trợ cho các đơn vị Tăng - thiết giáp và cơ giới cùng các phân đội nhằm chống lại các cuộc tấn công từ trên không trên đường hành quân. Gepard được trang bị hệ thống điều khiển hỏa lực, Gepard còn được trang bị thiết bị dẫn đường với đèn pha điện mạnh.

### Hình ảnh

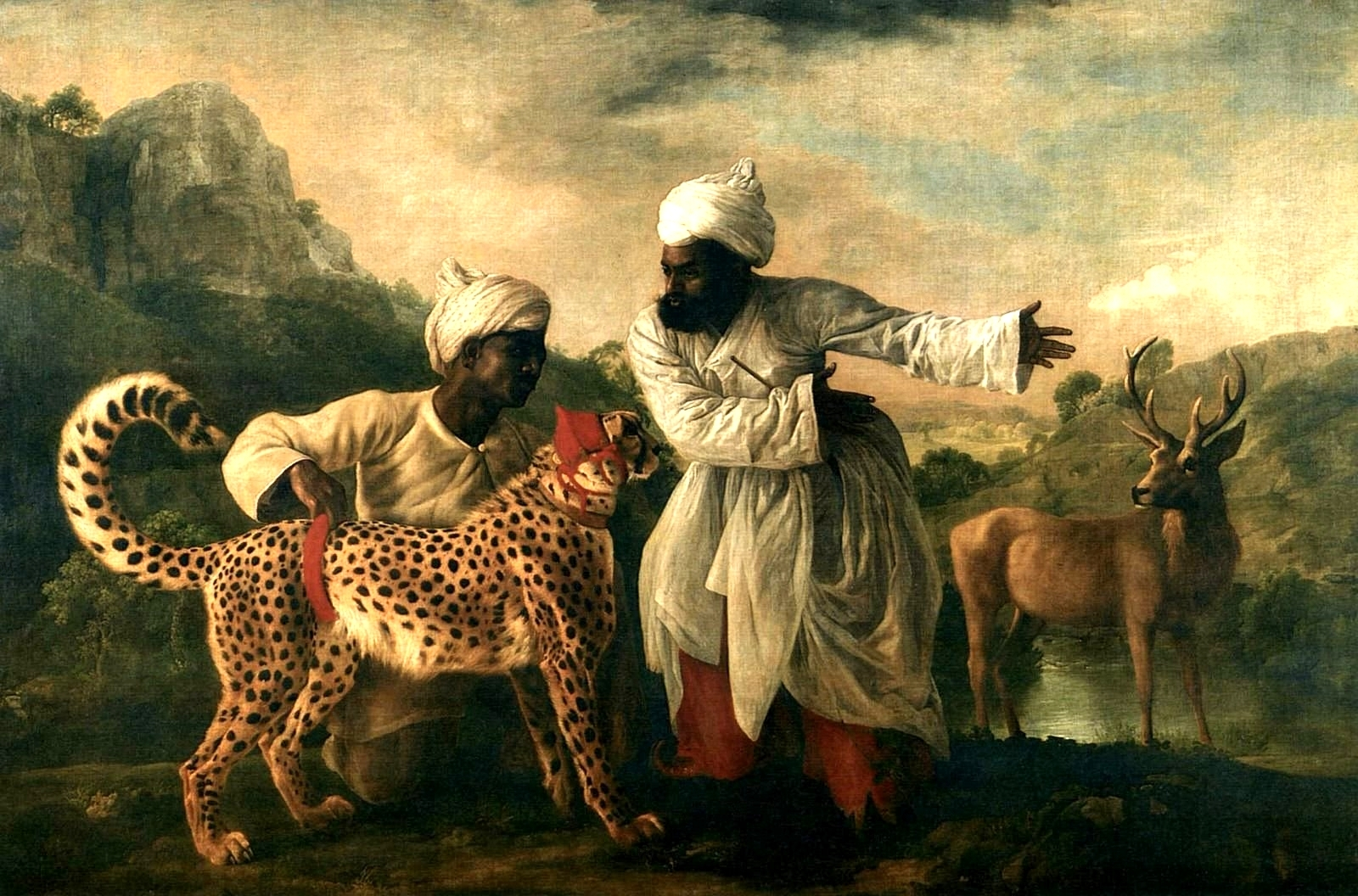
Họa phẩm về báo săn của George Stubbs
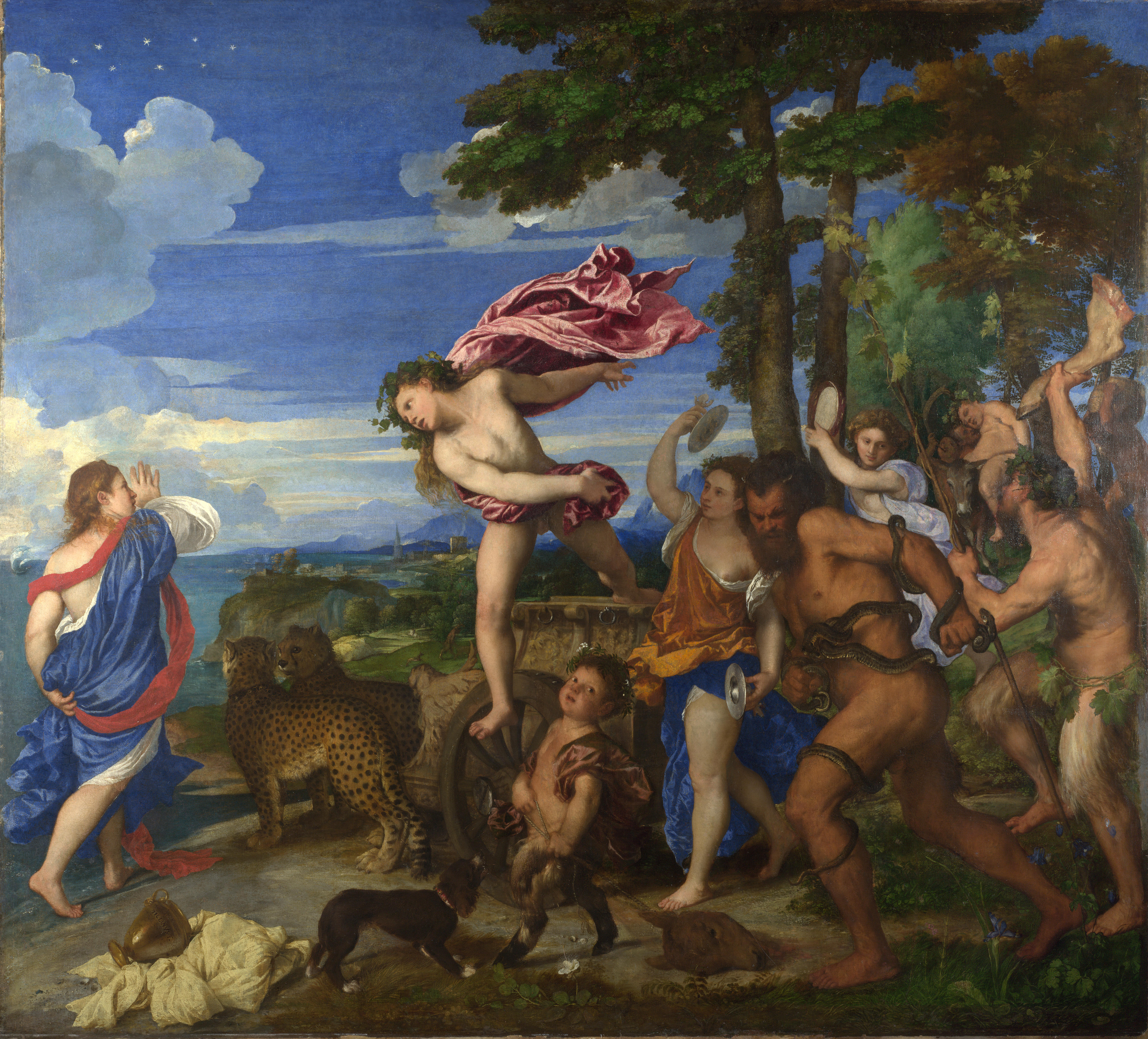
Họa phẩm Bacchus and Ariadne của Titian
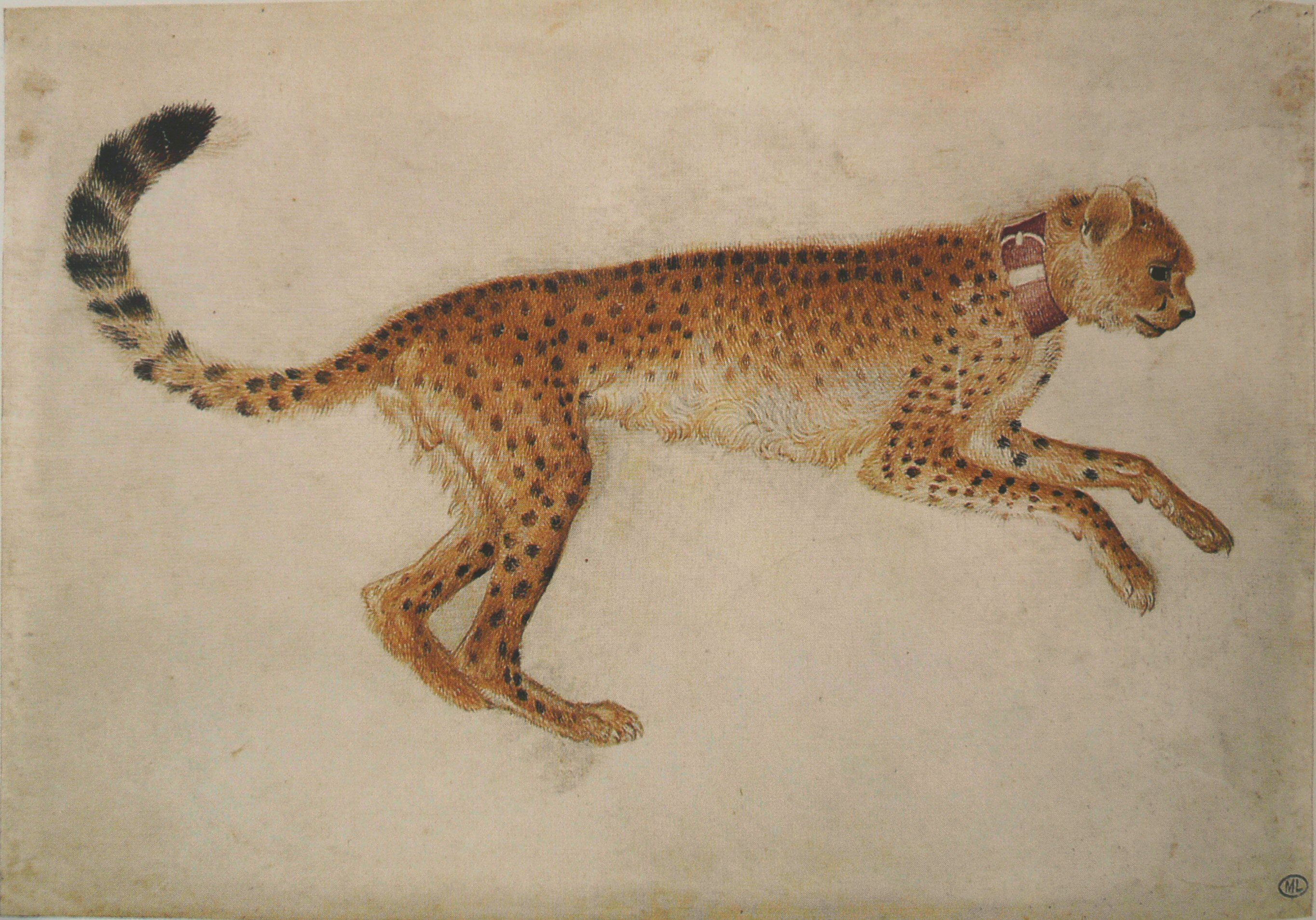
Một con báo săn
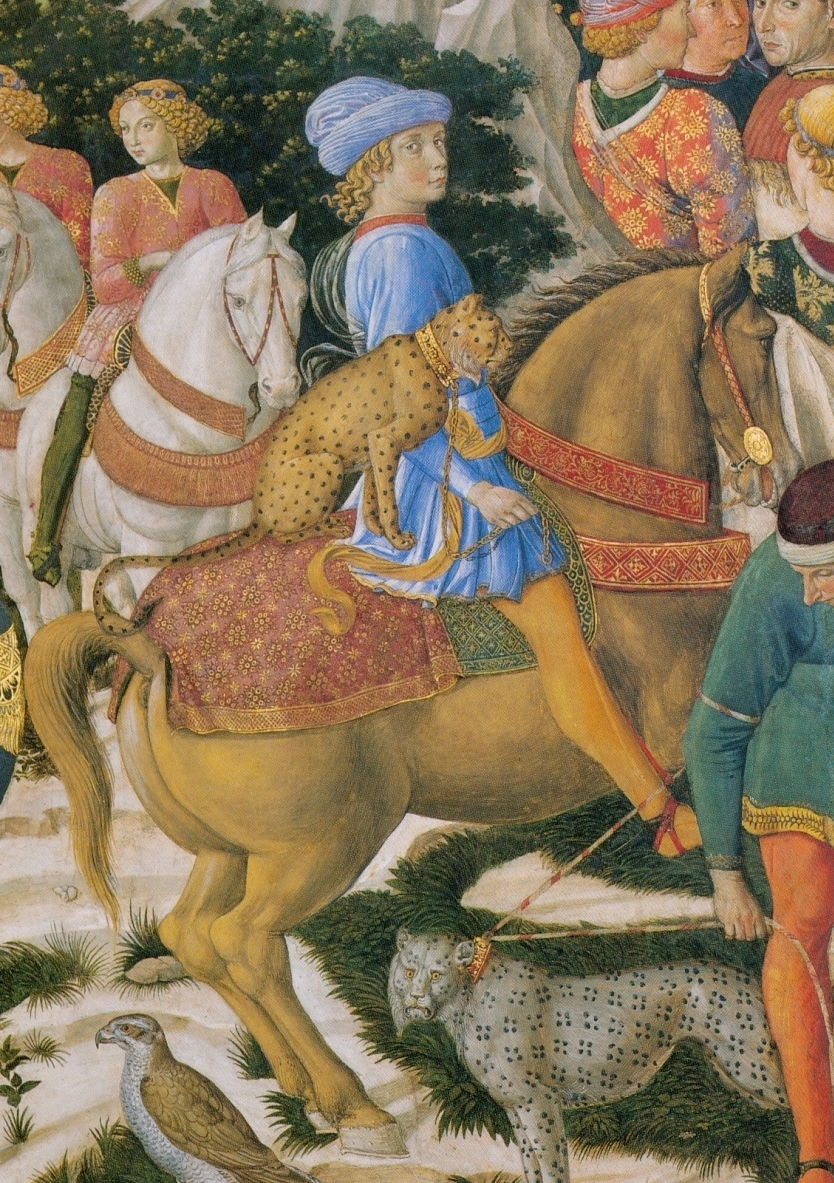
Họa phẩm về cảnh chở báo săn
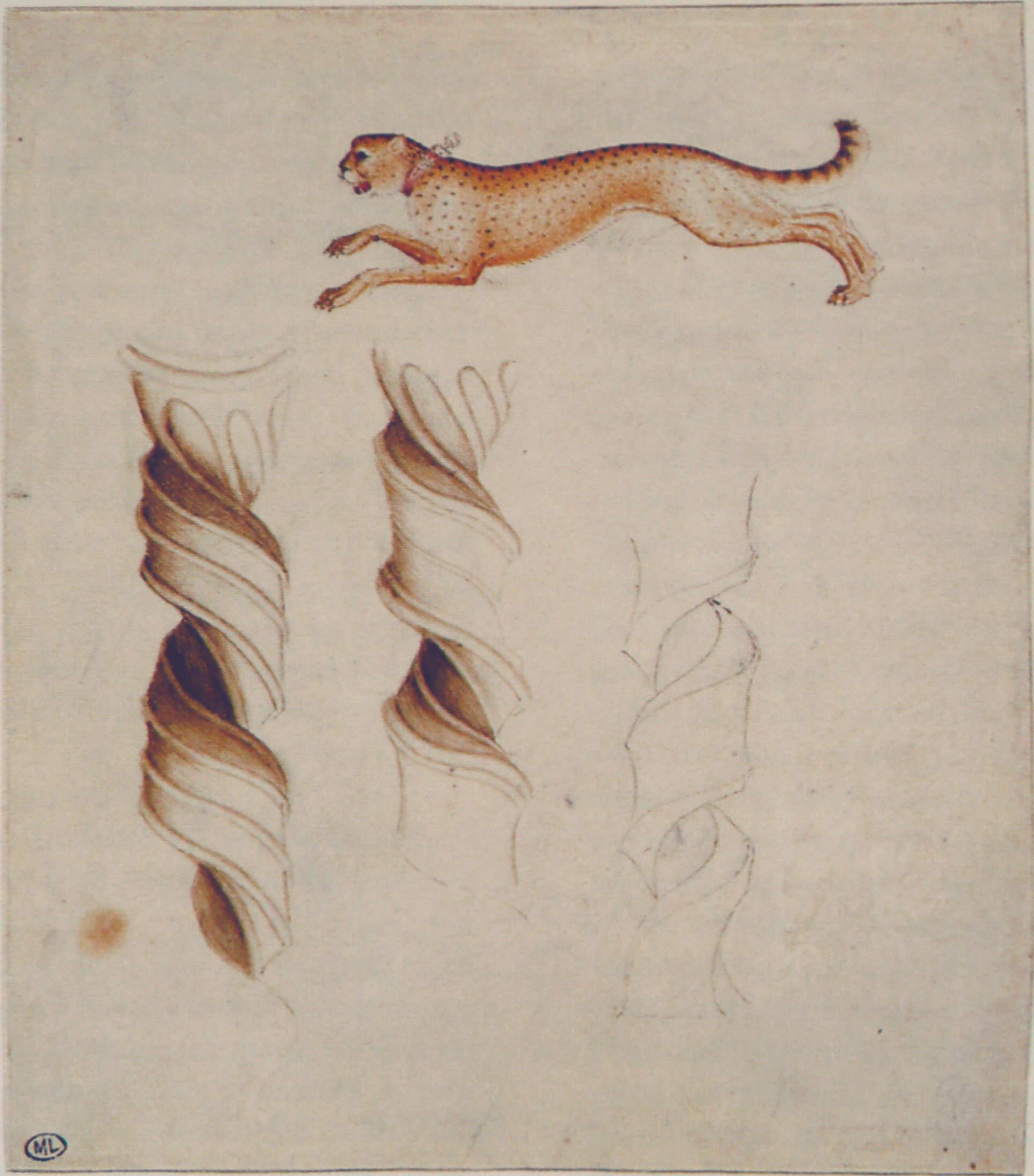
Họa phẩm mô tả chuyển động của báo săn
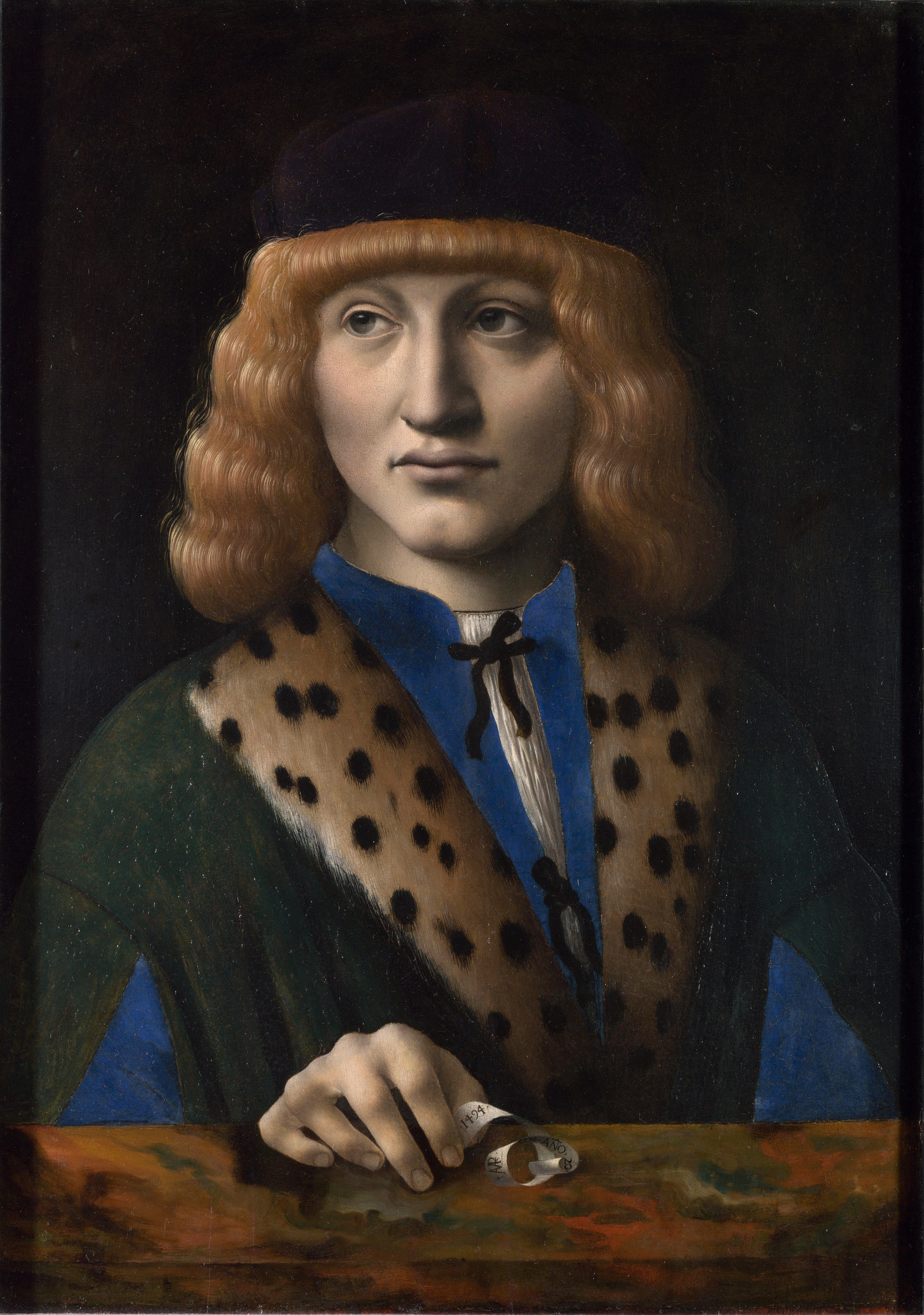
Trang phục từ da của báo săn
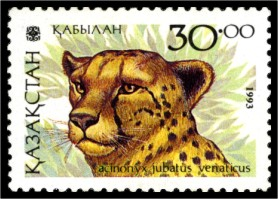
Báo săn trên con tem của Kazakhstan
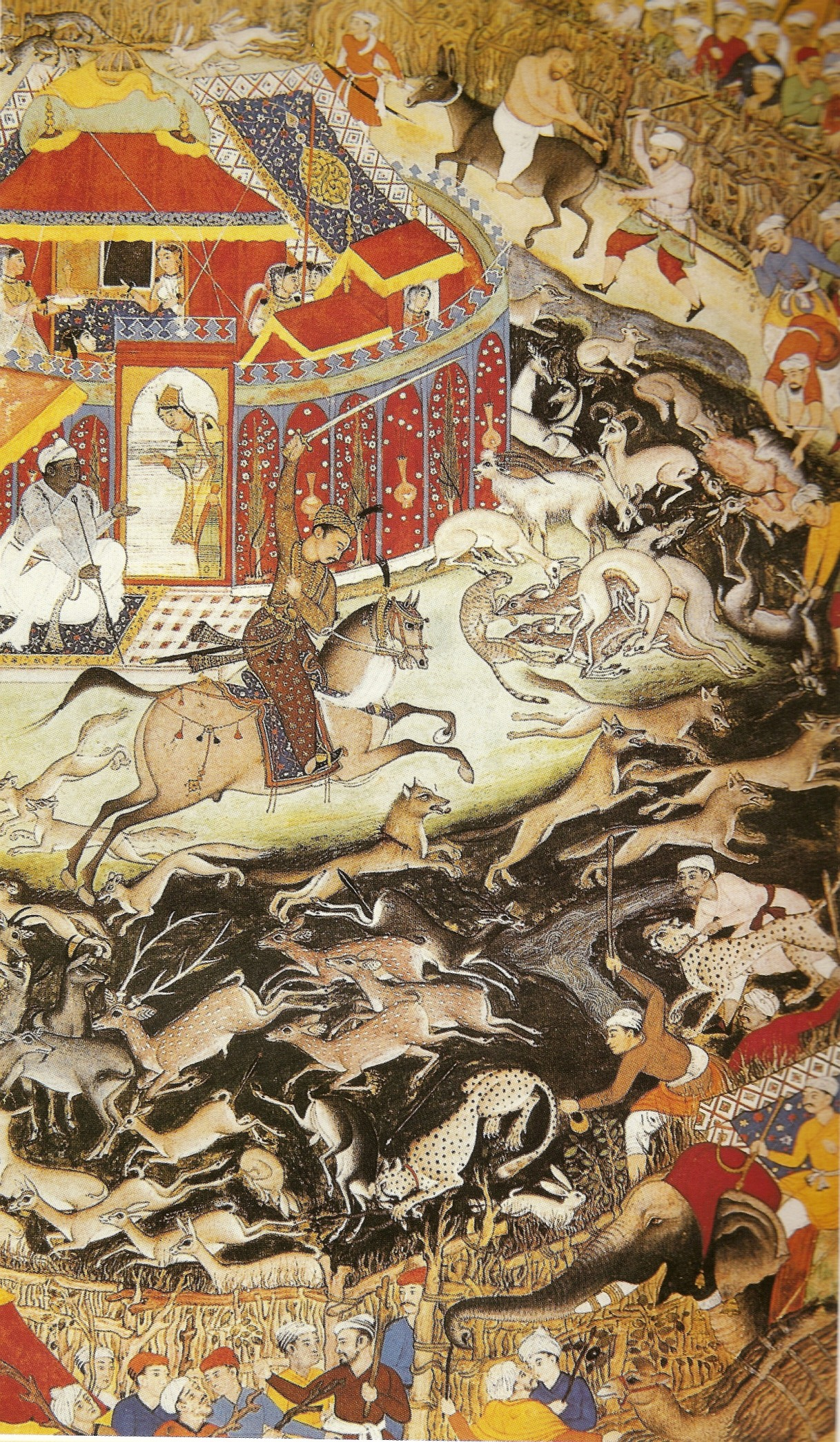
Tranh họa về một cuộc săn mồi của Akbar Đại đế
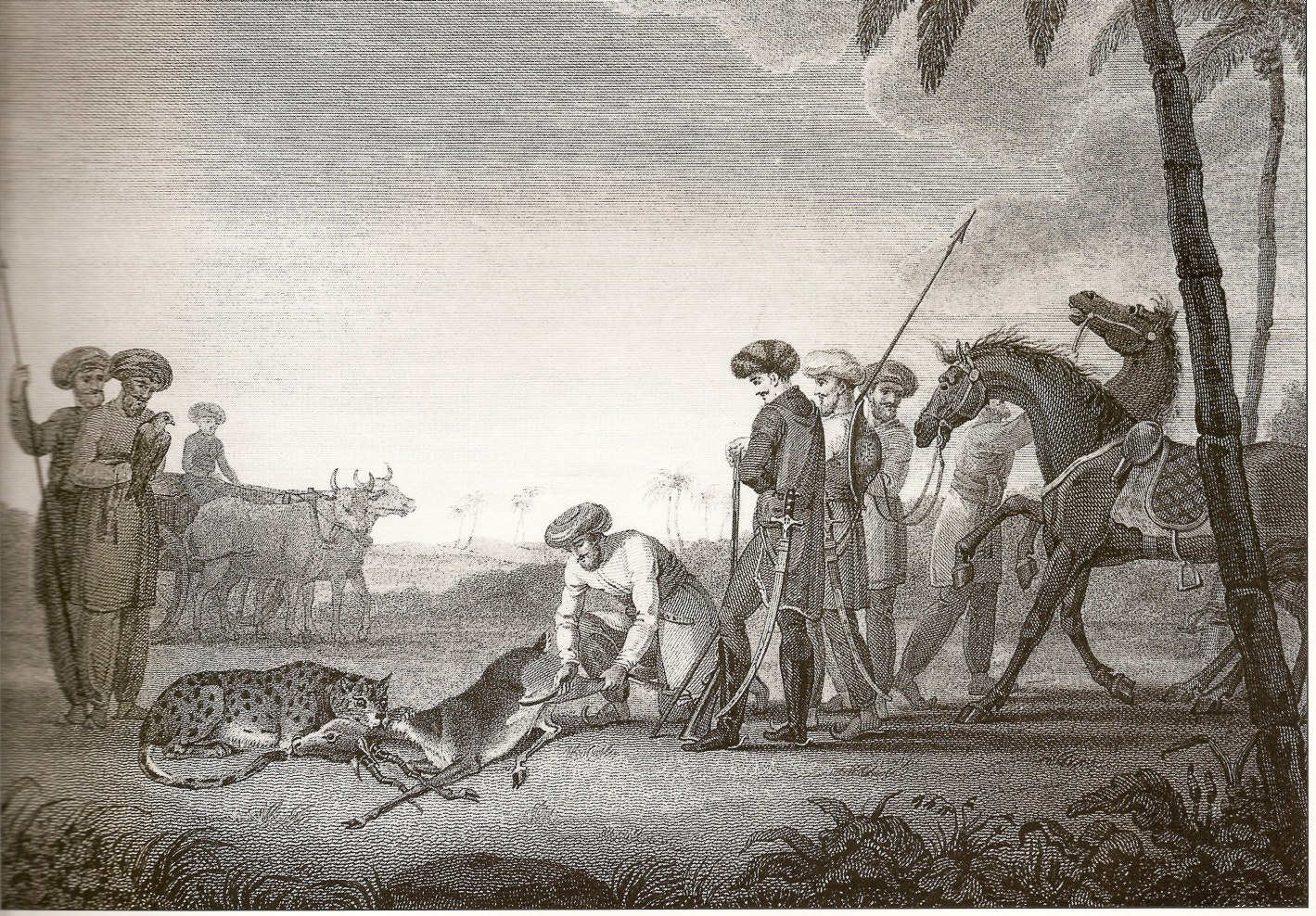
Cảnh săn mồi của báo săn
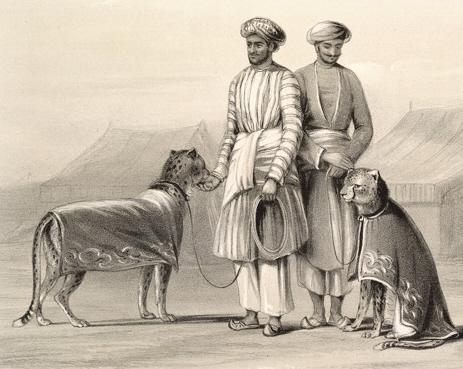
Ký họa về cảnh dùng báo săn trong săn bắn
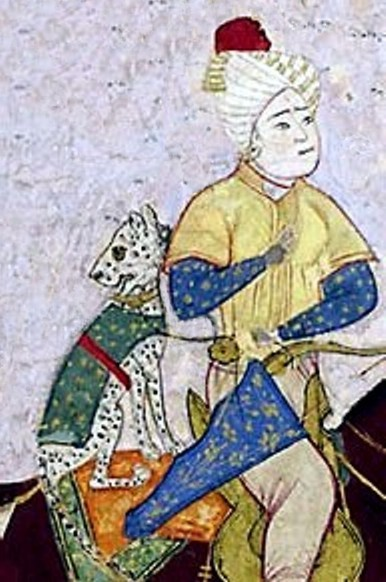
Chở báo săn đi săn
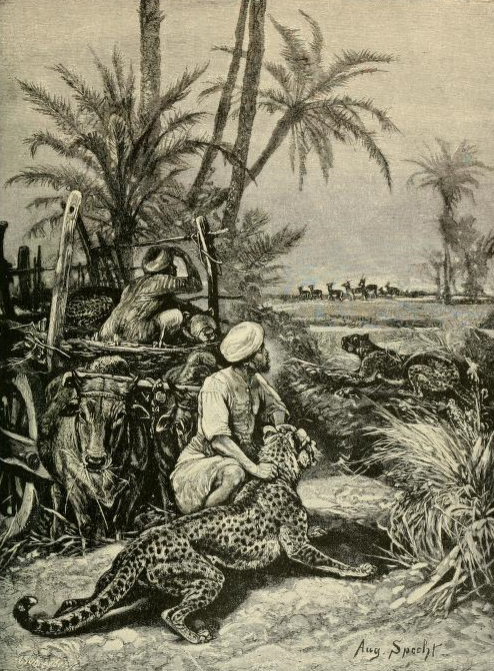
Tranh vẽ về cảnh báo săn săn mồi
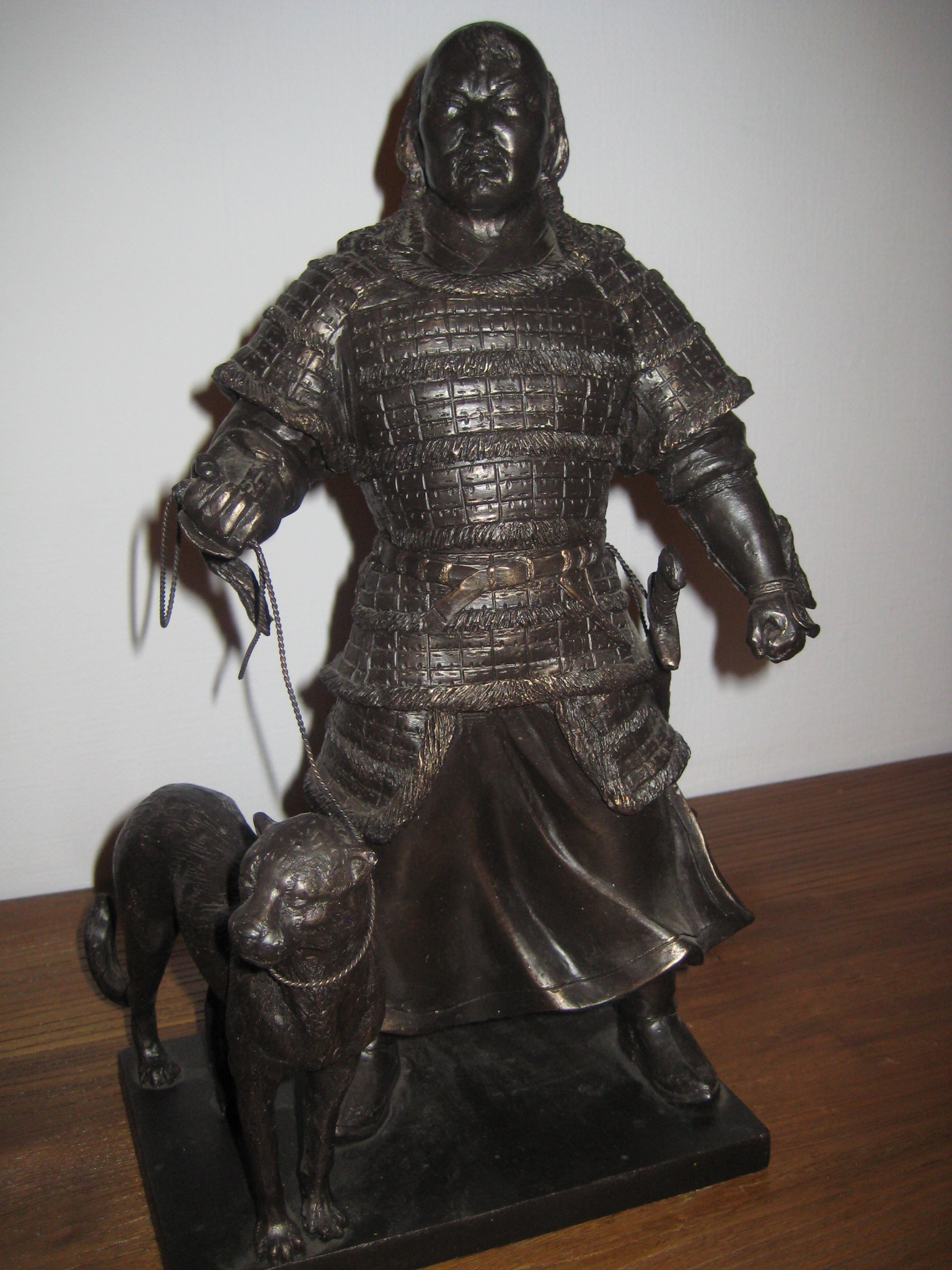
Tượng chiến binh Mông Cổ với con báo săn
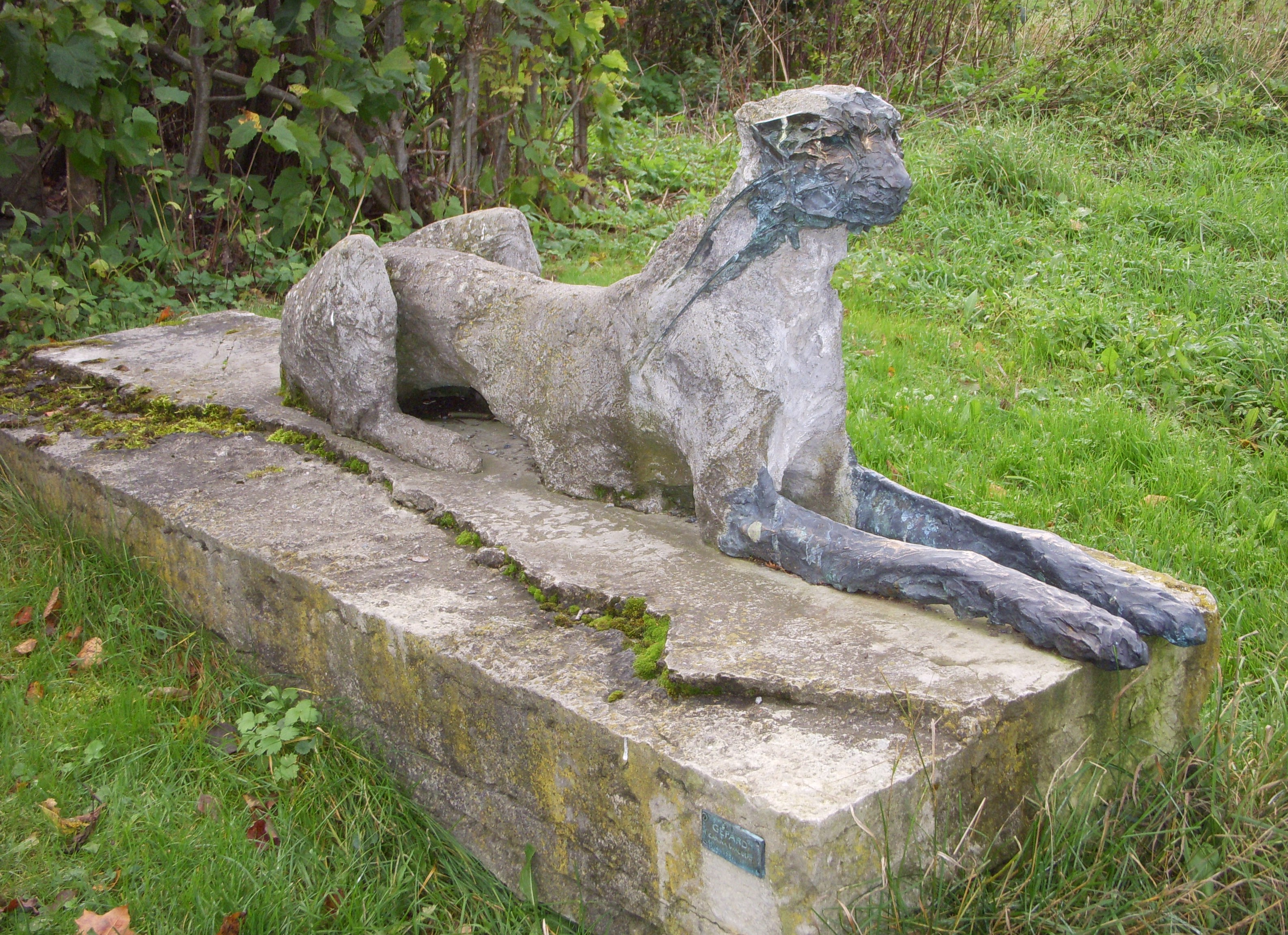
Tượng về báo săn
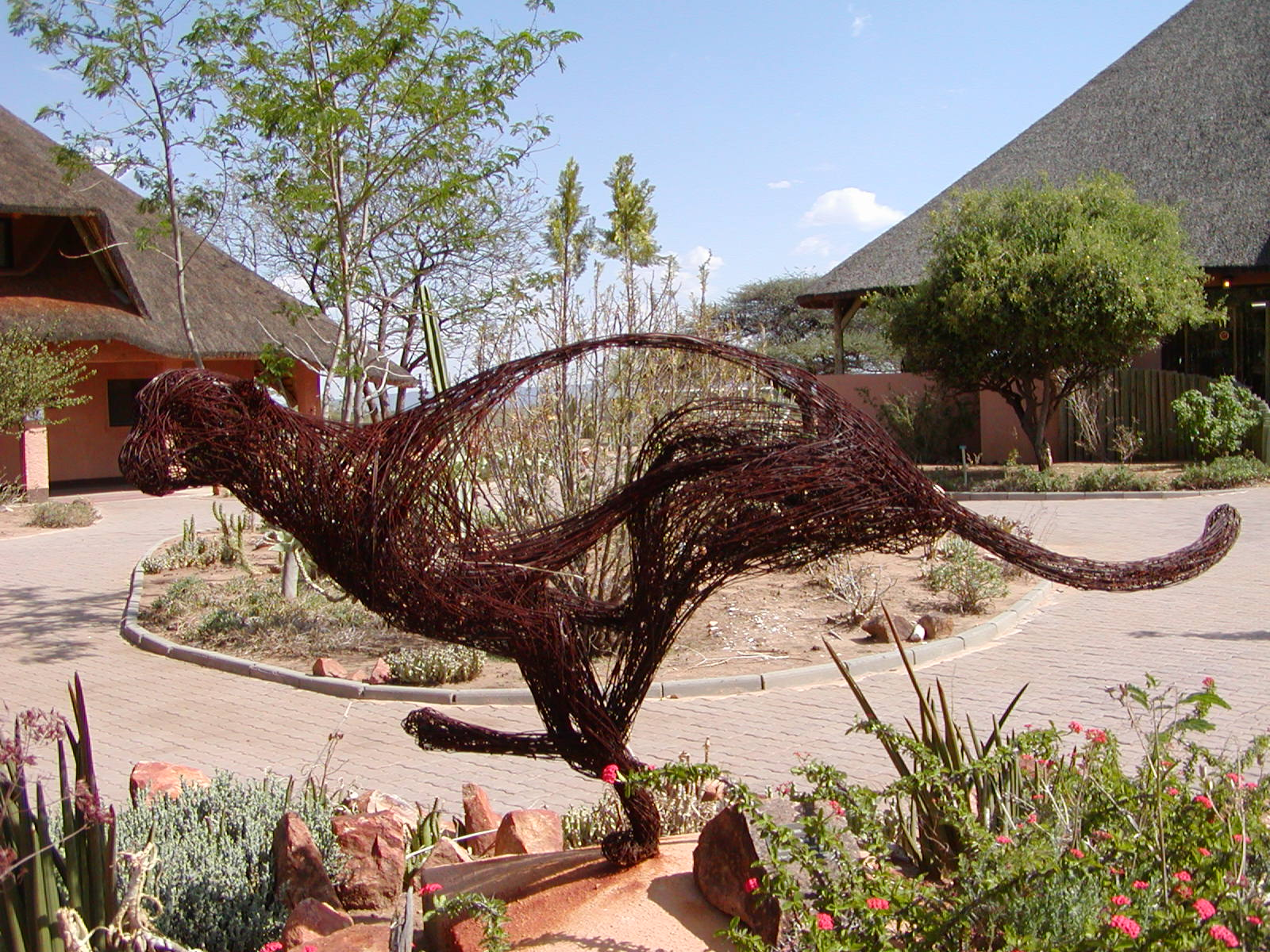
Uốn cây cảnh mô tả về báo săn